# Pommiers-Moulons
Pommiers-Moulons è un comune francese di 190 abitanti situato nel dipartimento della Charente Marittima nella regione della Nuova Aquitania.

## Società

### Evoluzione demografica
Abitanti censiti